# 杰克·阿布拉莫夫

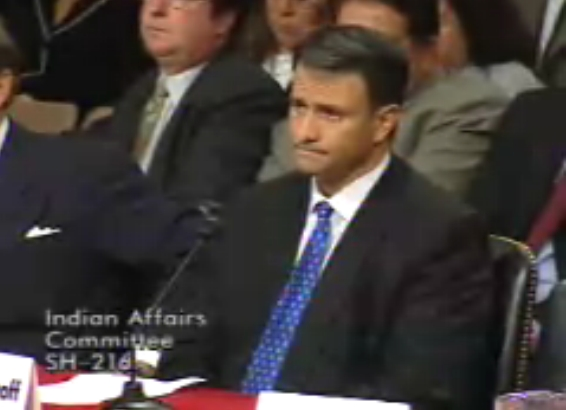
阿布拉莫夫

杰克·阿布拉莫夫（Jack Abramoff，1959年2月28日—），美国共和党人，专业从事美国院外游说活动的知名人士，有美国游说业“教父”之称。1980年代阿布拉莫夫在大学毕业之后，在共和党全国委员会的大学共和党联盟主席的职位上与许多有前途的保守派政治新秀建立了关系网。1994年共和党占据众议院多数后，他凭借与参、众两院领袖纽特·金里奇和汤姆·迪莱的关系开始了游说职业生涯。2006年1月3日，阿布拉莫夫承认共谋、欺诈和逃税三项重罪，为换取减轻刑责，成为检方证人，配合调查收受贿赂的国会人员。1月4日，阿布拉莫夫承认为购买海上赌博公司，捏造2300万美元电汇转账，骗取6000万美元贷款。 3月29日，阿布拉莫夫及其生意伙伴亚当·基丹因巨额诈骗被迈阿密地方法院各判处5年零10个月监禁。法院同时勒令两名案犯归还210多万美元赃款。2007年1月19日，美国前共和党国会众议员鲍勃·奈伊因收受阿布拉莫夫的贿赂被判处2年6个月监禁，成为此案第一位被判刑的国会议员。奈伊还被罚款6000美元，并在服刑结束后，接受2年时间的察看。在察看期间，他不能饮酒，还必须每年从事100个小时的社区服务。3月23日，美国前内政部副部长史蒂文·格里尔斯在华盛顿联邦法院承认，美国参议院印第安事务委员会2005年调查他与阿布拉莫夫的关系时，他曾两次撒谎，犯下作伪证重罪，从而成为乔治·沃克·布什政府在阿布拉莫夫丑闻中认罪的最高级别官员。